# Монетаризъм
Монетаризмът (и като монетарна школа в икономиката) е онова становище в монетарната икономическа мисъл , което приема, че колебанията в паричната маса оказват значително влияние върху количеството продукция в краткосрочна перспектива (близкото бъдеще) и върху ценовото ниво в по-далечна в дадена икономика. Освен това се характеризира с идеята, че целите на монетарната политика се постигат най-ефективно, когато се обръща специално внимание върху растежа на парична маса.
Монетаризмът днес се асоциира главно с трудовете на Милтън Фридман, който е сред поколението икономисти, приемащо кейнсианството и след това разкритикуващо го. Фридман и Ана Шварц написват книгата „Монетарна история на САЩ: 1867-1960“ през 1963 година и в нея те твърдят, че „инфлацията е винаги и навсякъде монетарно явление“ (т.е. явление с монетарен характер и произход). Според Фридман централните банки трябва да прокарват политика, стремяща се да запази предлагането и търсенето на парите в равновесие, измерено с растежа на производителността и търсенето. Бившият дългогодишен ръководител на Федералния резерв на САЩ Алън Грийнспен е смятан предимно за монетарист, що се отнася до икономическата му политика. Европейската централна банка официално базира монетарната си политика върху определени цели в паричното предлагане.
Сред критиците на монетаризма са неокейнсианци, според които търсенето на парите е присъщо на предлагането, и консервативни икономисти, считащи, че търсенето на парите не може да бъде предвидено. Джоузеф Стиглиц твърди, че връзката между инфлацията и растежа на паричното предлагане е слаба, когато инфлацията е ниска.